# Cycle Paratime

Le cycle Paratime (titre original : Paratime Series) est un cycle littéraire de science-fiction initié par H. Beam Piper et constitué initialement de plusieurs histoires courtes, d’un court roman et d’un roman. Il a trait à une civilisation avancée, capable de se déplacer à travers des univers parallèles uchroniques, et utilisant cette capacité pour se fournir en biens et services que sa propre planète Terre, complètement exploitée, ne peut plus fournir. 
Ce cycle tourne plus spécifiquement autour de la Police du Paratemps (traduction française du terme Paratime par Michel Deutsch en 1972 ), l’organisation qui protège le secret du voyage paratemporel.

## Récits ducycle Paratime
Récits écrits par H. Beam Piper :
- He Walked Around the Horses (Astounding Science Fiction Magazine, avril 1948) - L'Homme qui apparut, La Grande Anthologie de la science-fiction, Histoires de la quatrième dimension, également traduit sous le titre À l'instant où il contourna les chevaux…, Orbites no 3, septembre 1982 [2] ;
- Police Operation (Astounding Science Fiction Magazine, juillet 1948)[3] ;
- Last Enemy (Astounding Science Fiction Magazine, aout 1950) - Le Dernier Ennemi, Fiction spécial no 9 : Astounding 1947-1951. L'âge d'or de la science-fiction (2e série), Éditions OPTA, avril 1966 [4] ;
- Temple Trouble (Astounding Science Fiction Magazine, avril 1951) ;
- Genesis (Future Magazine, septembre 1951) ;
- Time Crime (novella) (Astounding Science Fiction Magazine, février-mars 1955) ;
- Lord Kalvan of Otherwhen (novel) (Analog Science Fiction, 1965) en deux parties: "Gunpowder God" and "Down Styphon!" - Kalvan d'Outre-temps, (Galaxie-bis/ Éditions OPTA)[5].

Suites écrites par d’autres écrivains :
- Great Kings' War, écrit par Roland J. Green et John F. Carr (en) ;
- Kalvan Kingmaker, écrit par John F. Carr ;
- The Siege of Tarr-Hostigos, écrit par John F. Carr ;
- The Hos-Blethan Affair , écrit par John F. Carr et Wolfgang Diehr ;
- The Fireseed Wars, écrit par John F. Carr ;
- The Gunpowder God, écrit par John F. Carr.

Tout le monde ne considère pas He Walked Around The Horses et Genesis comme faisant partie du cycle Paratime, quoique Genesis soit le récit d’un groupe de colons martiens arrivant sur Terre entre 75 000  et   100 000 ans avant notre ère exactement comme décrit par Piper dans plusieurs de ses récits appartenant au cycle Paratime. Tous les noms utilisés dans Genesis suivent les conventions utilisées dans les récits du Paratemps mais dans aucun autre récit de Piper. Pour He Walked Around The Horses, Tortha Karf, personnage récurrent du cycle Paratime, décrit cet événement brièvement à Verkan Vall dans le récit Police Operation ce qui relie effectivement cette nouvelle au reste du cycle.

## Voyager à travers les lignes temporelles
Le voyage à travers les lignes temporelles s’effectue au moyen d’un convoyeur équipé d’un générateur de champ Ghaldron-Hesthor, qui a été développé via la fusion des recherches de Ghaldron sur la création du voyage spatial plus rapide que la lumière à l'aide d'un propulseur à distorsion spatiale, et des recherches de Hesthor sur l'hypothèse du déplacement temporel linéaire. Les convoyeurs restent sur place lorsqu’ils voyagent à travers les lignes temporelles ce qui signifie qu’ils peuvent finir au milieu d’un réacteur nucléaire ou d’autres dangers, voire au milieu d’une bataille. L’affaiblissement du champ de transposition est un des soucis majeurs des voyageurs paratemporels.
Parce qu’il y a tellement de lignes temporelles et de nombreux convoyeurs, il arrive que deux convoyeurs se « croisent » ce qui a pour effet d’affaiblir les champs de transposition des deux appareils. Dans ce cas, des objets extérieurs peuvent pénétrer à l’intérieur du convoyeur. Souvent ces « objets » sont vivants et dans ce cas, le voyageur temporel a deux options : les abattre ou effacer leur mémoire ; le secret du Paratemps étant plus important que la vie d’un extratemporel. Parfois ces personnes parviennent à ressortir du convoyeur et se retrouvent donc déposées sur une autre ligne temporelle, ce qui pourrait s’être produit dans le cas du diplomate britannique Benjamin Bathurst dans He Walked Around the Horses ou à l’étranger sur le train de  Crossroads of Destiny  comme ce fut le cas pour l’officier de la Pennsylvania State Police (en) Calvin Morrison dans Lord Kalvan of Otherwhen. Dans ces cas, la Police du Paratemps essaie de les ramener dans leurs lignes temporelles d’origine en effaçant leur mémoire. Dans d’autres cas, comme dans celui d’un « Christian Avenger » de la ligne temporelle de la victoire d’Hitler, elle décide qu’il vaut mieux qu’il meure et laisse ce boulot à la population locale.

## La Ligne Temporelle Mère
Les habitants de la Ligne Temporelle Mère se considèrent en général comme des rationalistes scientifiques, ou comme des empiristes rationnels et des athées. Leur calendrier compte les jours d’une année plutôt que les mois.  
La capitale de la Ligne Temporelle Mère est apparemment Dhergabar, foyer d’un grand nombre de ses institutions scientifiques et culturelles les plus importantes. Sur bases d’indices disséminés dans les récits de Piper, Dhergabar semble être située dans le voisinage de l’Inde et de la Malaisie de notre ligne temporelle, à quelque trois heures de voyage en fusée en partant de la côte est de l’Amérique du Nord si on passe par le Pôle Nord.
Le gouvernement de la Ligne Temporelle Mère, l’"Administration", est un système parlementaire.

### Les Secteurs de Service
De nombreux habitants des Secteurs de Service comme les serviteurs ou les travailleurs de statut inférieur de la Ligne Temporelle Mère sont des hommes des tribus de cultures primitives du Quatrième Niveau qui sont recrutés par la tribu pour effectuer ces travaux. Ils ne sont pas maltraités mais ils n’ont pas le statut de Citoyen qui peut toutefois être accordé par adoption dans une famille citoyenne. Au moins deux divisions de soldats sont stationnés dans le Secteur de Service pour gérer les émeutes et les rébellions.

## Le Secret du Paratemps et la  Police du Paratemps
La Commission du Paratemps a été créée  pour superviser le Paratemps et la Police du Paratemps pour faire appliquer  le Code du Paratemps.
Il n’y a qu’une seule loi qui est totalement inviolable: personne en dehors de la Ligne Temporelle Mère ne doit apprendre quoi que ce soit au sujet du voyage dans le Paratemps. Le Code de Transposition Paratemporel détermine les peines encourues pour ce crime comme pour tous les autres crimes commis dans le contexte paratemporel, comme le kidnapping et la mise en esclavage. Les officiers de la Police du Paratemps sont autorisés à utiliser des moyens extrajudiciaires, comme l’assassinat qu’il s’agisse de résidents de la Ligne Temporelle Mère ou d’extratemporels, pour protéger « Le Secret » si nécessaire. Cette action est laissée à la discrétion de l’agent.
Une autre méthode de protection du Secret du Paratemps consiste à semer l’incertitude et le doute au sujet des récits de rencontres de paratemporels. Dans le cas des cultures pré-scientifiques, c’est facile; des actions peuvent être expliquées comme étant les actes des dieux. Dans notre lignée temporelle ou le concept de réalités alternées est commun, la Police du  Paratemps a répandu des histoires qui sont invraisemblables quand on les vérifie; afin de diminuer les chances de détecter la vérité au milieu des mensonges.
Le Quartier Général de la Police du Paratemps est situé dans la ville de Dhergabar qui est la capitale de la Ligne Mère Temporelle. Il y a aussi une ligne temporelle qui est utilisée exclusivement par la Police du Paratemps; elle peut y  trouver des convoyeurs quand c’est nécessaire, ou réquisitionner des propriétés privées pour y localiser temporairement un convoyeur.
Dans de nombreuses lignes temporelles, des agents commerciaux originaires de la Ligne Temporelle Mère conservent une commission d’officiers de réserve de la Police du Paratemps, et sont tenus de réactiver leur autorité quand nécessaire.
Le Chef de la Police du Paratemps au début du cycle est Tortha Karf. Verkan Vall, l’Assistant  Spécial du chef est le protagoniste de la plupart des histoires du Paratemps.

## Les personnages ducycle Paratime
Tous les personnages du cycle Paratime ont des noms où le nom de famille vient en premier, comme c’est l’usage dans les cultures asiatiques de notre ligne temporelle. Par exemple, Verkan Vall est appelé Vall par ses amis, Hadron Dalla est appelée Dalla par ses amis etc. Presque tous les noms masculins sont aussi composés de noms de famille en deux syllabes et de prénoms en une seule syllabe.

### Verkan Vall
Verkan Vall est né sur l’île de Nerros, aux alentours de la fin du XIXe siècle; dans Last Enemy, il signale qu’il avait quatre-vingts ans quand il a épousé Dalla Hadron. Il est décrit comme ayant « une belle régularité de ses traits étrangement immobiles ». C’est un membre de la noblesse de la Ligne Temporelle Mère, pouvant se prévaloir du titre de : « Sa grandeur, le Mavrad de Nerros », quoiqu’il ne l’utilise pas souvent et oublie souvent qu’il a un titre.
Vall est Assistant Spécial du chef de la Police du Paratemps Tortha Karff et en aussi son inspecteur itinérant principal. Il sert un peu de dépanneur en chef pour Tortha Karf et celui-ci n’hésite pas à lui confier les cas qui requièrent une attention particulière de la Police du Paratemps. Dans Police Operation, il doit chasser un molosse vénusien qui s’est échappée dans notre ligne temporelle; dans Temple Trouble, il doit sauver des voyageurs paratemporels de la Ligne Temporelle Mère de la torture et de l’exécution ; dans Last Enemy, il doit retrouver la chercheuse Hadron Dalla; et dans Time Crime, il est chargé d’une enquête pour démasquer une large organisation criminelle d’esclavagistes. À la fin de Time Crime, Vall est promu Chef de la deuxième Police du Paratemps, une nouvelle organisation mise place sur le Terminal de la Police pour rechercher et détruire les grands syndicats criminels opérant à travers les lignes temporelles.
Vall est un tireur d’élite ambidextre (comme la plupart des voyageurs paratemporels) et a appris l’art du combat au couteau des pirates Khanga des îles caribéennes du Troisième Niveau, qui sont réputés être les meilleurs de tout le Paratemps dans ce style de combat.
Dans Lord Kalvan of Otherwhen, Vall enquête sur un incident où un agent de la police du Paratemps a été blessé par un officier de la Pennsylvania State Police (en) dénommé Calvin Morrison qui se retrouve déplacé dans un univers moyenâgeux et doit déterminer si oui ou non Calvin devrait vivre ou mourir. Il décide que Morrison n’est pas une menace pour le Secret du Paratemps, même s’il a dû le comprendre (du moins le phénomène). Vall prend occasionnellement du service dans l’armée de Hos-Hostigos menée par Morrison comme colonel des éclaireurs.

### Hadron Dalla
Hadron Dalla est chercheuse en science psychique. Elle a été mariée à Verkan Vall deux fois. Sur la Ligne Temporelle Mère, elle est membre de la Fondation Commémorative Rhogom de Science Psychique à Dhergabar. Dalla s’est rendue dans le secteur d’Akor-Neb pour y poursuivre ses recherches, elle y a découvert la preuve que la conscience humaine survivait à la mort du corps et que la réincarnation était un fait scientifique; cette découverte a conduit à un bouleversement complet des structures politiques et sociales d’Akor-Neb, elle a aussi forcé Verkan Vall à récupérer Dalla pour éviter la divulgation du Secret du Paratemps (voirLast Enemy).
Dalla s'est remariée à nouveau avec Vall. Avant qu’ils ne partent en vacances dans le secteur de Dwarma, Vall a été appelé à enquêter sur un gang qui se livrait au trafic d’esclaves paratemporels ; Dalla l'a accompagné dans cette enquête. Ses talents de chercheuse en sciences psychiques et d’enquêtrice furent très précieux au déroulement de l’enquête et elle a donc intégré la police du Paratemps.
Dalla a accompagné Vall dans le royaume d’Hos-Hostigos dans Lord Kalvan of Otherwhen, pour lui servir de deuxième paire d’yeux et elle est devenue l’amie de la Princesse Rylla, future épouse de Morrison.

### Tortha Karf
Au début du cycle, Tortha Karf est un homme d'âge mur. À 290 ans, il commence à avoir du ventre et ses cheveux grisonnent.  
Karf vient d'une famille de policiers du Paratemps. Son grand-père a eu des problèmes avec l'Inquisition espagnole sur la ligne Europo-Américaine. En tant que membre de la police du paratemps, Karf a, par inadvertance, déplacé Benjamin Bathurst d'une ligne temporelle vers une ligne voisine, où ce dernier a été abattu par les autorités locales avant qu'il puisse être récupéré (Voir "He Walked Around The Horses" pour les détails de ce qui lui est arrivé du point de vue des habitants de la ligne temporelle dans laquelle il a été déplacé).
Karf possède la Sicile, (où il a une ferme) sur une ligne temporelle du Cinquième Niveau. Il s'y rend pour ses vacances et envisage d'y prendre sa retraite.

### Skordran Kirv
Assistant Sous-Chef du Secteur d'Esaron, il a mis au jour les activités de l'organisation d'esclavagistes paratemporels alors qu'il était en service détaché comme Capitaine de la Garde de la Compagnie Consolidée des Nourritures Extra-temporelles sous le nom de Kiro Soran. Agent de terrain à l'origine, il travaillait comme Capitaine de la Garde après avoir été assigné pendant deux ans dans le secteur de Kholghoor sur le Quatrième Niveau lorsqu'il reconnut des esclaves vendus à son employeur comme étant originaires de Kholghoor parce qu'ils s'exprimaient en Kharanda, leur langue natale. Réalisant que ces esclaves avaient été importés d'une autre ligne temporelle, il fit un rapport et sécurisa le lieu. À la fin de Time Crime, il fut promu Sous-Chef du Secteur d'Esaron et est aussi mentionné en passant par Verkan Vall dans "Kalvan of Otherwhen" comme étant d'une aide précieuse pour la surveillance de la ligne temporelle de Kalvan et de ses proches voisines.

## Influence ducycle Paratimede Piper
Piper lui-même n'était pas un auteur très connu à son époque mais son œuvre a influencé entre autres :
- Harry Turtledove pour sa série Crosstime Traffic ;
- la trilogie G.O.D., Inc. de Jack L. Chalker ;
- Perchance: A Tale of the Paraverse de Michael Kurland (en)  (premier volume d'une série  Elsewhen qui n'a pas encore eu de suite en 2015) ;
- A Greater Infinity de Michael McCollum (en) ;
- Timeliner Trilogy de Richard C. Meredith (en) et le cadre de jeu de rôle GURPS Infinite Worlds ;
- Un jeu de guerre nommé Down Styphon! est édité en 1977 par Fantasy Games Unlimited basé sur le récit Lord Kalvan of Otherwhen [10].